# Fiat 672F
Le FIAT 672F est un modèle de trolleybus fabriqué par le constructeur italien Fiat V.I. SpA entre 1940 et 1954.
Ce modèle complète le Fiat 656F de 1939 d'une longueur de 11 mètres à 2 essieux. Il repose sur un châssis Fiat 666 de 12 mètres à 3 essieux avec des moteurs électriques au choix des clients parmi les grands noms de l'industrie électrique italienne dont Ansaldo, CGE, Marelli ou Tecnomasio. Le nombre de places est de 28 assises sur un global de 98 plus le mécanicien et le receveur. Le rayon de giration est de 12 mètres.
Les premiers exemplaires furent livrés aux sociétés des transports publics de Milan avec 110 exemplaires et Rome qui en comptera 70. Tous les véhicules construits sont restés en service durant plus de 40 ans. Beaucoup ont ensuite été revendus dans différents pays dont la Grèce et l'ex Yougoslavie.